# إدوارد جاي نوبل
إدوارد جاي نوبل (بالإنجليزية: Edward John Noble) هو شخصية أعمال أمريكي، ولد في 8 أكتوبر 1882 في غوفيرنور في الولايات المتحدة، وتوفي في 28 ديسمبر 1958.

## وصلات خارجية
- إدوارد جاي نوبل على موقع الموسوعة البريطانية (الإنجليزية)